# Smörgåskaviar
 (janvier 2012).
Si vous disposez d'ouvrages ou d'articles de référence ou si vous connaissez des sites web de qualité traitant du thème abordé ici, merci de compléter l'article en donnant les références utiles à sa vérifiabilité et en les liant à la section « Notes et références ».

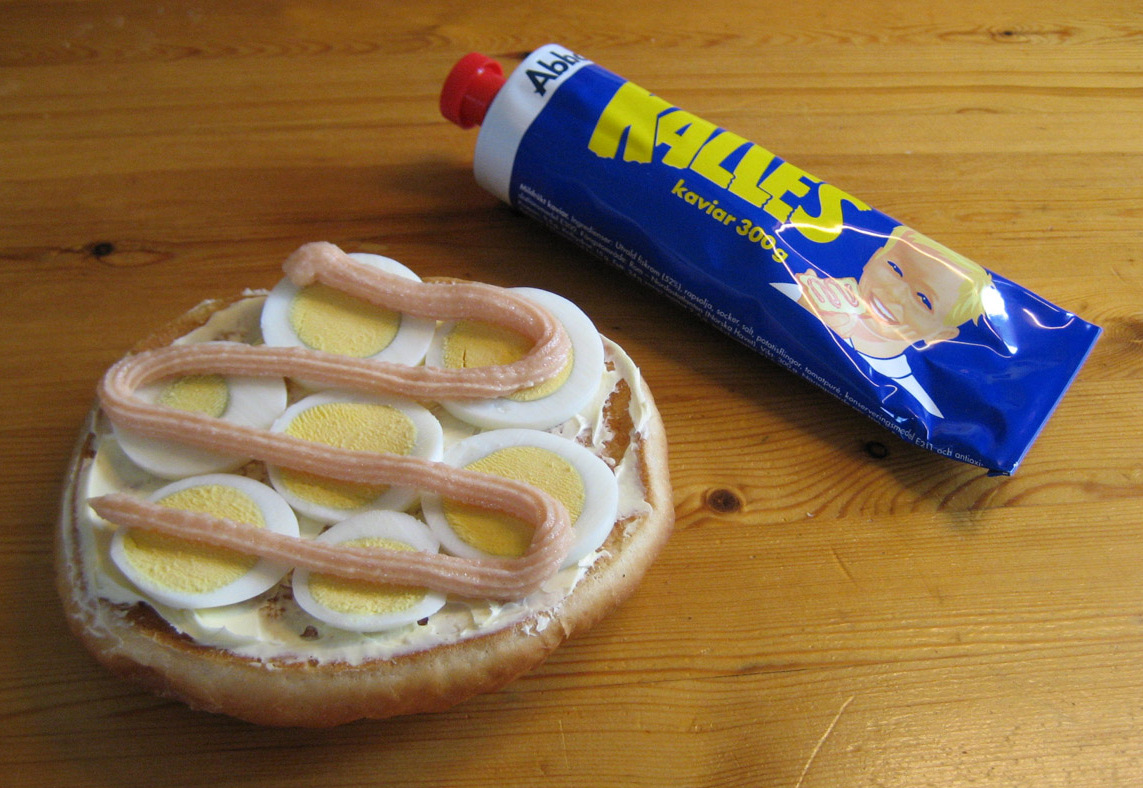
Sandwich aux œufs accompagné de la pâte à tartiner de la marque Kalles kaviar.

Le smörgåskaviar (littéralement « caviar de sandwich ») est un condiment populaire en Scandinavie et en Finlande, à base d’œufs de morue auxquels peuvent être adjoints de la purée de pommes de terre, de la sauce tomate, des oignons, de l’aneth et de la ciboulette. On en trouve également des variantes fumées.
En Suède, la marque la plus répandue est le Kalles kaviar.